# ソイレント・グリーン (バンド)
ソイレント・グリーン (Soilent Green) は、アメリカのグラインドコアバンド。元アイヘイトゴッドのブライアン・パットンが結成し、ゴートホールのベンジャミン・ファルゴウストが在籍している。

## 概要
1988年に結成。バンド名は、1973年の映画「ソイレント・グリーン」にちなんだもの。1995年に1stアルバムをリリース。1998年にリラプス・レコードと契約し、2ndアルバム「SWEN MOUTH SECRETS」を発表。ローリング・ストーン誌が選ぶ最重要10バンドのひとつに指名された。
その後、2001年・2005年と2枚のアルバムを発表したのち、所属レーベルを移籍。2008年に5thアルバムをリリースした後は、主だった活動が無く、メンバーはゴートホールやクロウバー、アイヘイトゴッドで活動している。
音楽性は、主にスラッジ・メタルやグラインドコアにカテゴライズされるが、デスメタル、ハードコア、ブルースおよびサザンロックのクロスオーヴァーである。楽曲の構成には基本的にリフレインは用いられず、変奏、転調が複雑に展開される。ヴォーカルのベンジャミン・ファルゴウストは、一つの楽曲で少なくとも2種類の発声方法を使い分けている。一方はハードコアから派生した高音域のシャウトで、もう一方はブラックメタルに見られる低音のデスボイスである。また歌詞も、二つの人格・感情が交互に記述されたものが多い。
ニューオーリンズのロックバンドと親交が深く、2ndアルバムには、パンテラのフィル・アンセルモが参加している。

## メンバー
- ブライアン・パットン – ギター (1988～)
- ベンジャミン・ファルゴウスト – ボーカル (1993～)
- スコット・クロチェット – ベース (2003～)
- トミー・バックリー – ドラム (1988～)

## ディスコグラフィ

### アルバム
| リリース年 | タイトル                                          | レーベル            |
| 1995       | Pussysoul                                         | Dwell Records       |
| 1998       | String of Lies                                    | Relapse Records     |
| 1998       | Sewn Mouth Secrets                                | Relapse Records     |
| 2001       | A Deleted Symphony for the Beaten Down            | Relapse Records     |
| 2005       | Confrontation                                     | Relapse Records     |
| 2008       | Inevitable Collapse in the Presence of Conviction | Metal Blade Records |

### EP・スプリット
- Demo (1989)
- Satanic Drug Frog (1991)
- Squiggly (1991)
- Demo (1992)
- Demo (1993)
- Green Vegetable Matter (1995)・・・スプリット with GRIEF
- A String of Lies (1998)
- In These Black Days Vol. 6 (1999)・・・スプリット with ニューロシス (バンド)。ブラック・サバス「悪魔の落とし子」の、“邪神(Disturbing the Priest)”のカバー曲を収録。
- スプリット with アイヘイトゴッド (2002)
- スプリット with SULACO (2006)